# Astronesthes gibbsi
Astronesthes gibbsi är en fiskart som beskrevs av Borodulina 1992. Astronesthes gibbsi ingår i släktet Astronesthes och familjen Stomiidae. Inga underarter finns listade.